# NGC 2536
NGC 2536 is een balkspiraalstelsel in het sterrenbeeld Kreeft. Het hemelobject werd op 22 januari 1877 ontdekt door de Franse astronoom Édouard Jean-Marie Stephan.

## Synoniemen
- MCG 4-20-5
- KCPG 156B
- ZWG 119.9
- Arp 82
- VV 9
- KUG 0808+253B
- PGC 22958